# Květen (literární skupina)
Květen byla literární skupina (její členové byli nazýváni „květňáci“), která se v 2. polovině 50. let 20. století seskupila kolem časopisu Květen. Ke „květňákům“ patřili zejména mladí autoři. Jejich literatura byla tím zvláštní, že nebyla politizovaná (většina literatury za komunismu sloužila režimu). Zabývali se tzv. poezií všedního dne – ve zcela běžných věcech nacházeli náměty a motivaci (díla však nebyla popisná, ale přemýšlivá), zpracovávali na první pohled nepatrné souvislosti, konkrétní skutečnosti viděné „zdola“. Odmítali povrchní rétoriku poúnorové literatury. Snažili se o oživení důvěry v básnické slovo a poezii obecně. Chtěli, aby poezie fungovala svébytně, bez ideologie a budovatelských hesel. Program všedního dne byl blízký italskému filmovému neorealismu. Záměrně používali uvolněný verš, často přímo verš volný, snažili se totiž o prozaizaci verše. Vyhýbali se často rýmům, používali více podstatná jména a slovesa.
Prvotní plán pro časopis vytvořili Josef Brukner (Óda na sušení prádla) a Miroslav Holub (Náš všední den je pevnina). V roce 1959 vyšel ještě programový článek K úvaze a k polemice (tzv. druhý program Května, jehož autory byli Josef Vohryzek a Miroslav Červenka), poté však byli čtvrtou část Vohryzkovi stati nuceni opravit, a nakonec byl v červnu téhož roku časopis zastaven.
Přestože se snažili o depolitizaci poezie a zaměřovali se na neutrální témata ve své poezii všedního dne, většina autorů byla marxisticky orientovaná, například Josef Vohryzek byl členem KSČ. Samotný časopis Květen byl vydáván Svazem československých spisovatelů. Také některé části článku K úvaze a k polemice navazovaly na XI. sjezd KSČ.

## Kritika Václava Havla
Václav Havel v roce 1956 v časopisu Květen zkritizoval jejich program (vyslovený na II. sjezdu SČSS) ve svém článku „Pochyby o programu“. „Květňákům“ vyčetl například jejich nejasné postavení v historii literatury a obecně jejich nedůslednost v programu. Mladí autoři kolem časopisu Květen totiž nezaujali žádný postoj, ani se nijak nevyjádřili, k socialistickému realismu ani ke Skupině 42, se kterou však měli mnoho společného, zejména poezii všedního dne. V Havlovi to vzbuzovalo dojem, že mlčí záměrně, protože Skupina 42 byla režimem odmítnuta.
„To ale není vše. Některé myšlenky programu, jež byly vysloveny zvláště v Červenkově příspěvku, nutně navozují jedno domnění: že se v programu úmyslně mlčí o posledních etapách vývoje české poezie, o nichž by bylo především logické mluvit.“
Ve své odpovědi se Miroslav Červenka nevyjádřil k socialistickému realismu, ale stručně zmínil důvod, proč se v programové stati nezmiňuje Skupina 42. Uvedl, že důvodem není žádná vypočítavost, nýbrž malá znalost problematiky. Také napsal, že cítí potřebu analýz, ale podle něj nevyvolají „změnu v základním životním postoji generace“.

## Představitelé
V závorkách jsou uvedena významná díla:
- Miroslav Holub (Achilles a želva)
- Karel Šiktanc (Artéská studna)
- Jiří Šotola (Venuše z Mélu)
- Miroslav Florian (Snubní prsten)
- Josef Vohryzek
- Miroslav Červenka, literární teoretik (Kapitoly o českém verši)